# Temirtas Zhussupov
Temirtas Zhussupov (en kazajo: Темиртас Жуссупов; 15 de enero de 1988) es un deportista kazajo que compite en boxeo. Ganó una medalla de oro en el Campeonato Mundial de Boxeo Aficionado de 2021, en la categoría de 48 kg.

## Palmarés internacional
| Campeonato Mundial | Campeonato Mundial | Campeonato Mundial | Campeonato Mundial |
| Año                | Lugar              | Medalla            | Categoría          |
| ------------------ | ------------------ | ------------------ | ------------------ |
| 2021               | Belgrado (Serbia)  | Medalla de oro     | 48 kg              |